# سفارانولین
سفارانولین (به انگلیسی: Cepharanoline) یک ماده موجود در گیاهان استفانیا است که دارای فعالیت آنتی‌پلاسمودیکال با IC۵۰ از 0.2μM. است.